# Собор Ананьї
Собор Ананьї (італ. Cattedrale di Santa Maria Annunziata; Cattedrale di Anagni — кафедральний собор в місті Ананьї, в провінції Фрозіноне адміністративної області Лаціо (Італія). Присвячений Св. Марії, виконаний в романському стилі.

## Опис
Собор був збудований в 1071–1105 рр. У середині XIII століття до його архітектури були внесені елементи готичного стилю.
Найбільша пам'ятка собора — крипта з могилою св. Магнуса Ананьїнського.
В багатьох мозаїчних орнаментах стилю косматеско використані ітерації фрактального трикутника Серпінського.

## Галерея

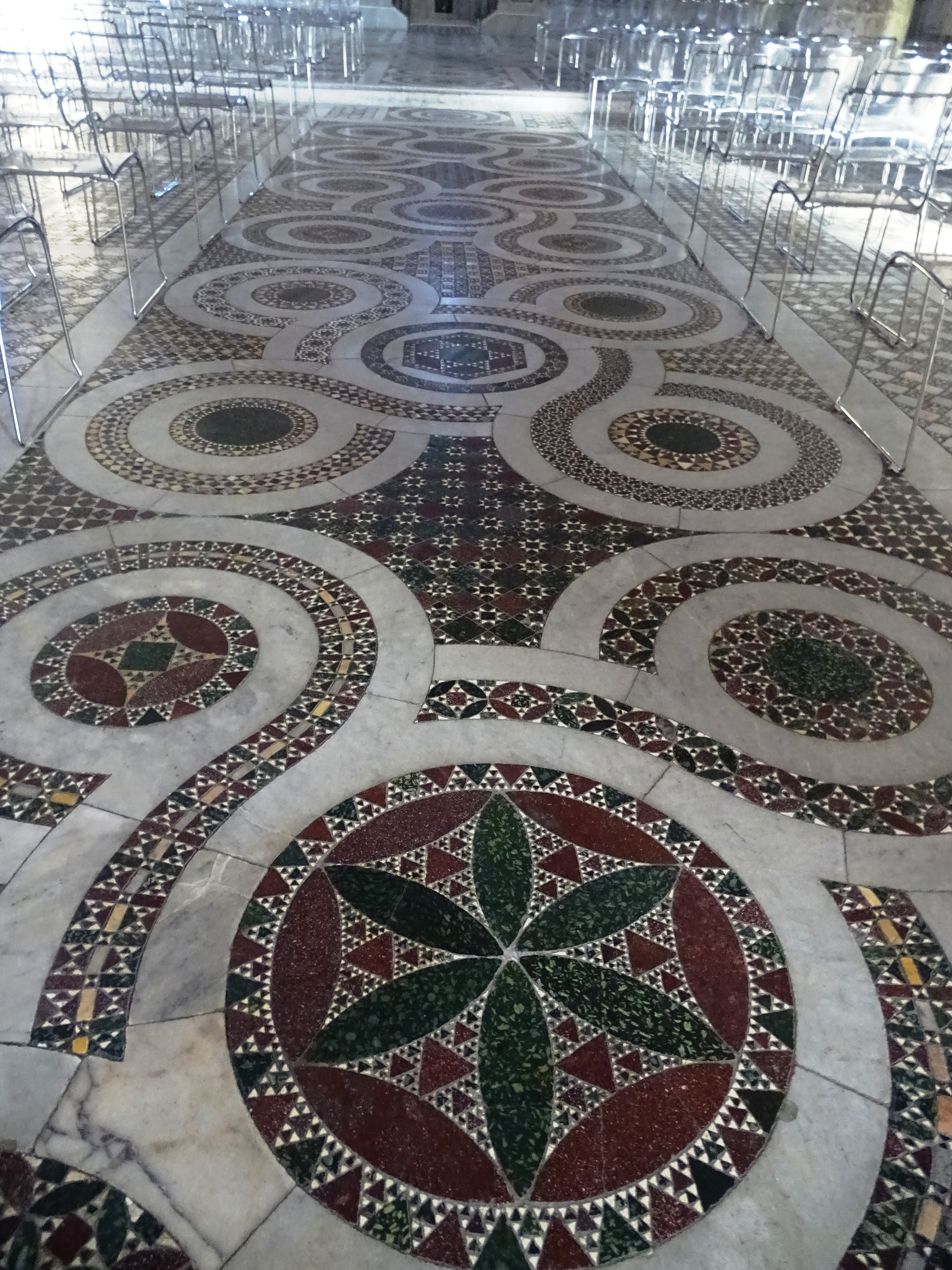
Мозаїчний пол у стилі косматеско в соборі
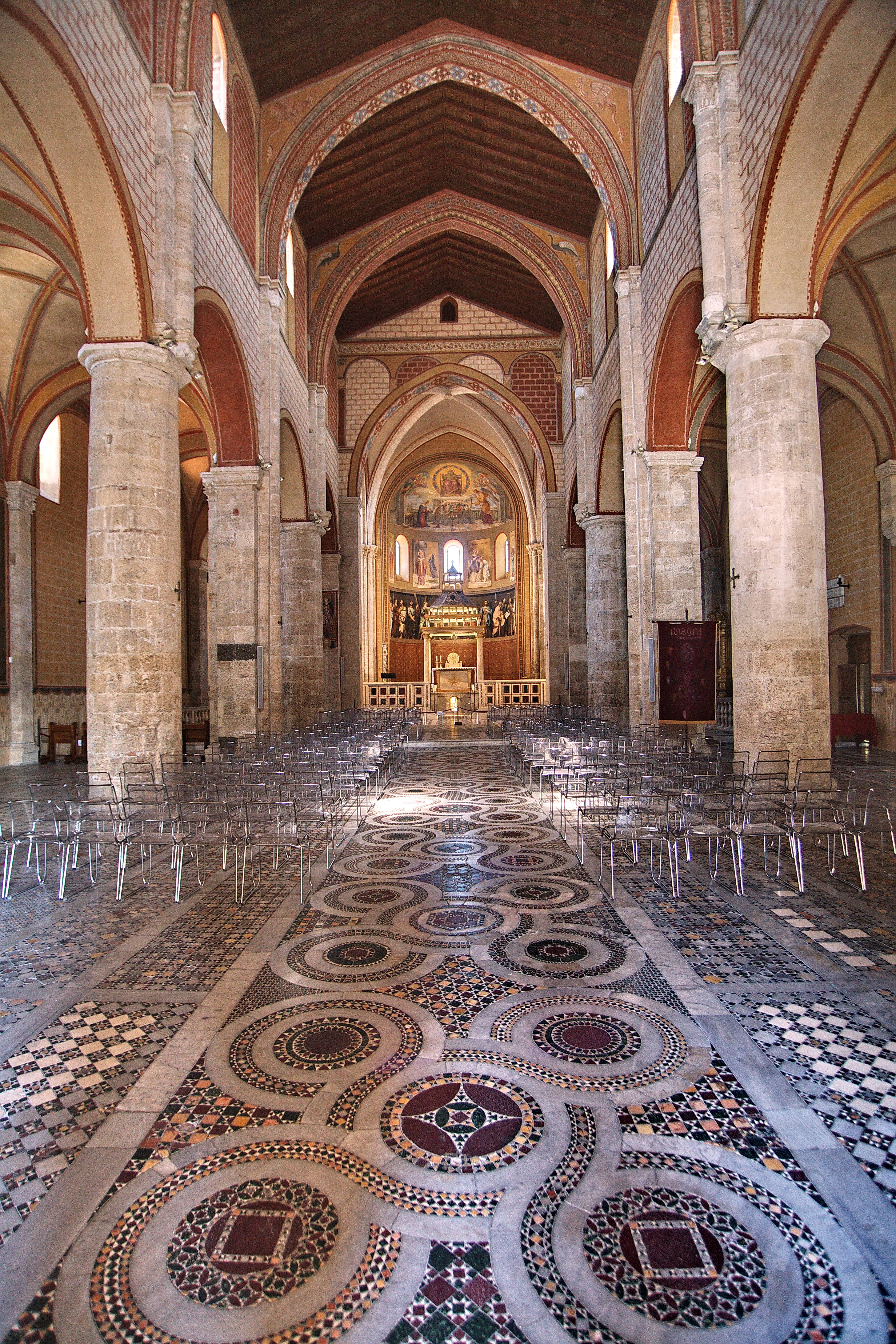
Інтер'єр собору
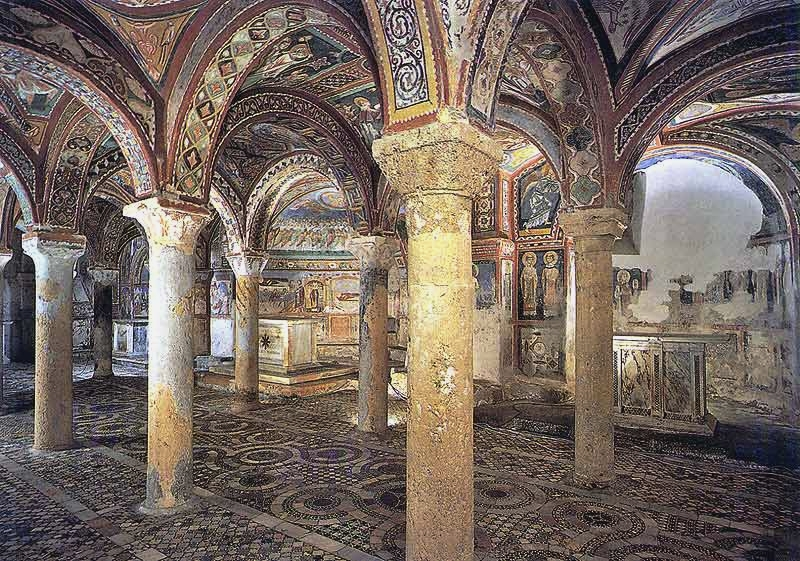
Крипта
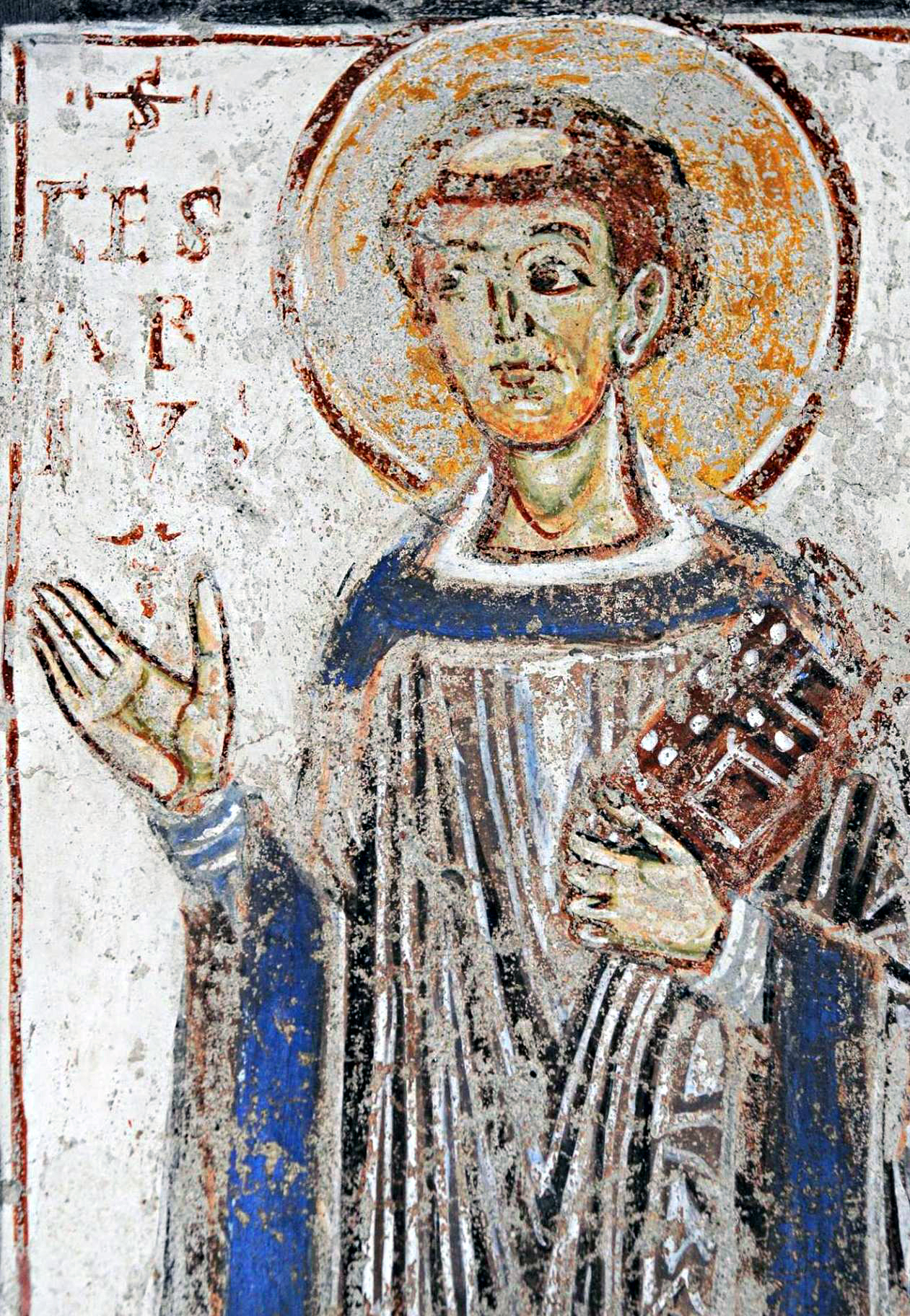
Одна з фресок собору
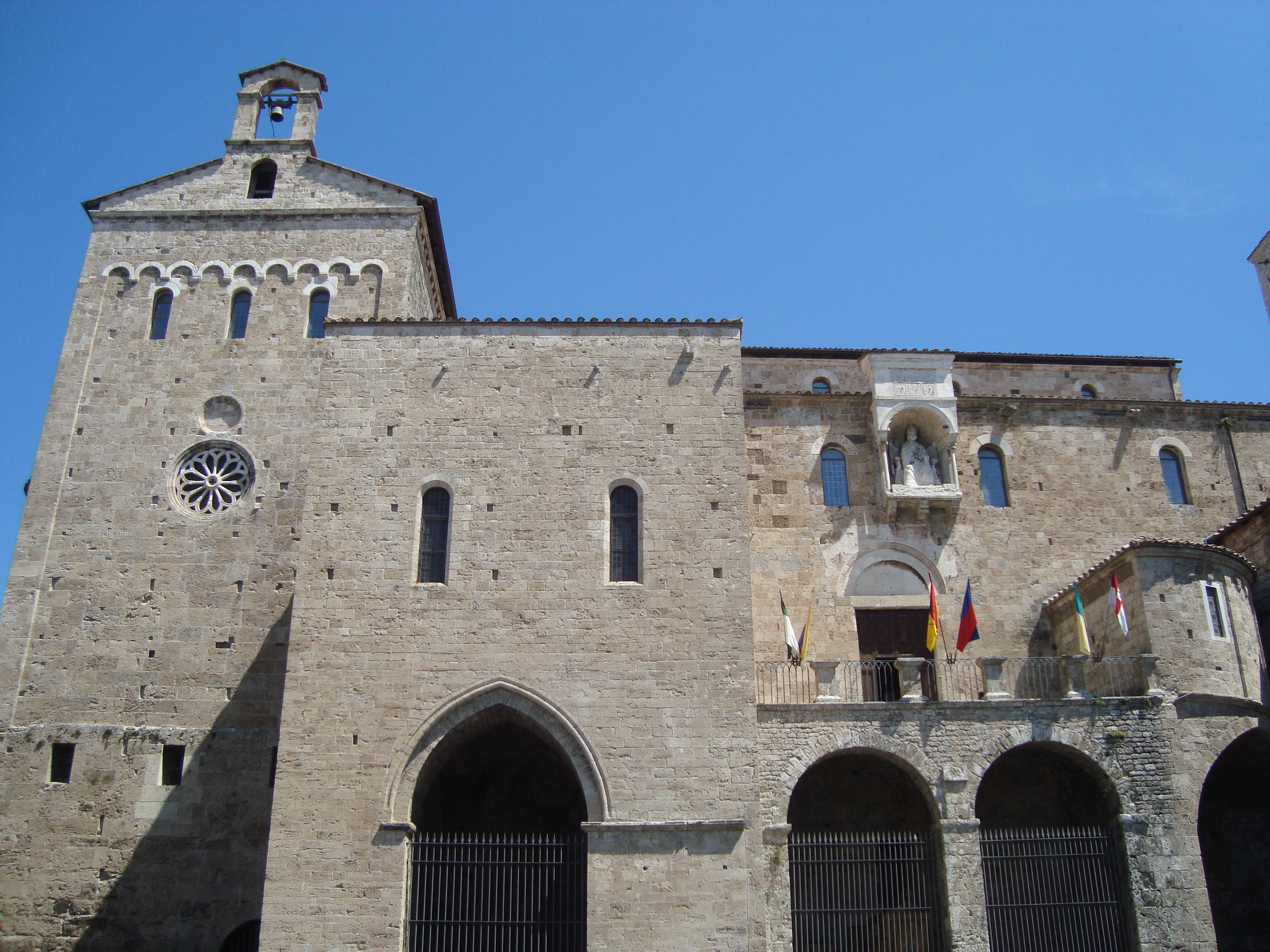
Зовнішній вигляд собору
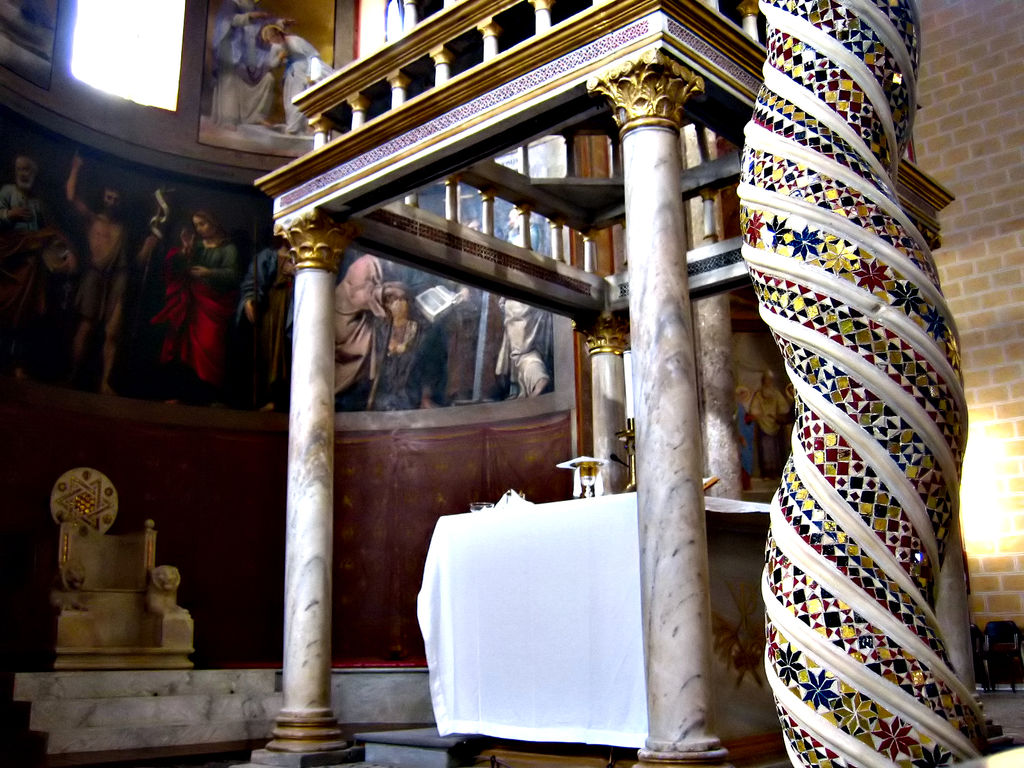
Колона з мозаїкою у стилі косматеско
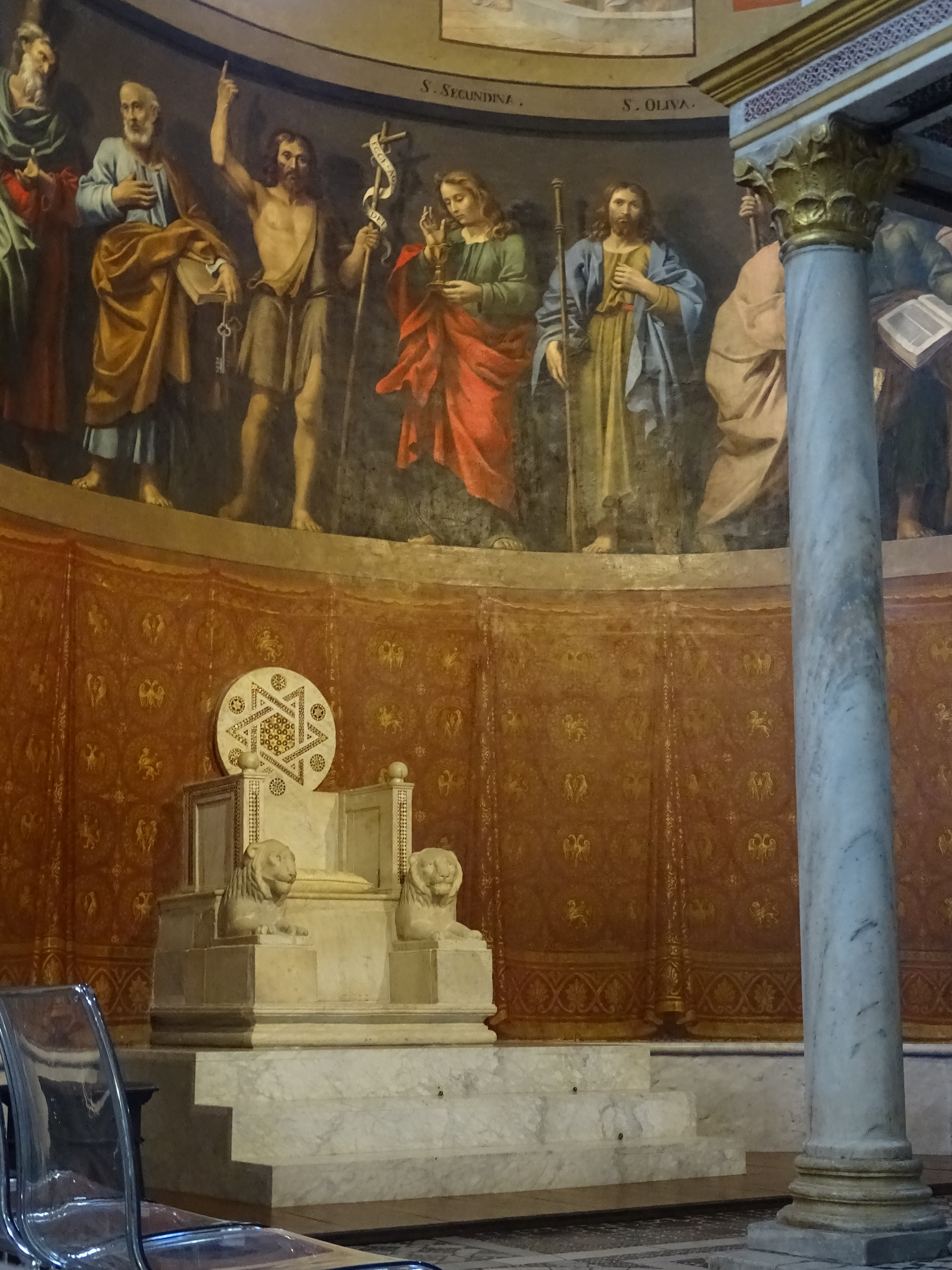
Кафедра
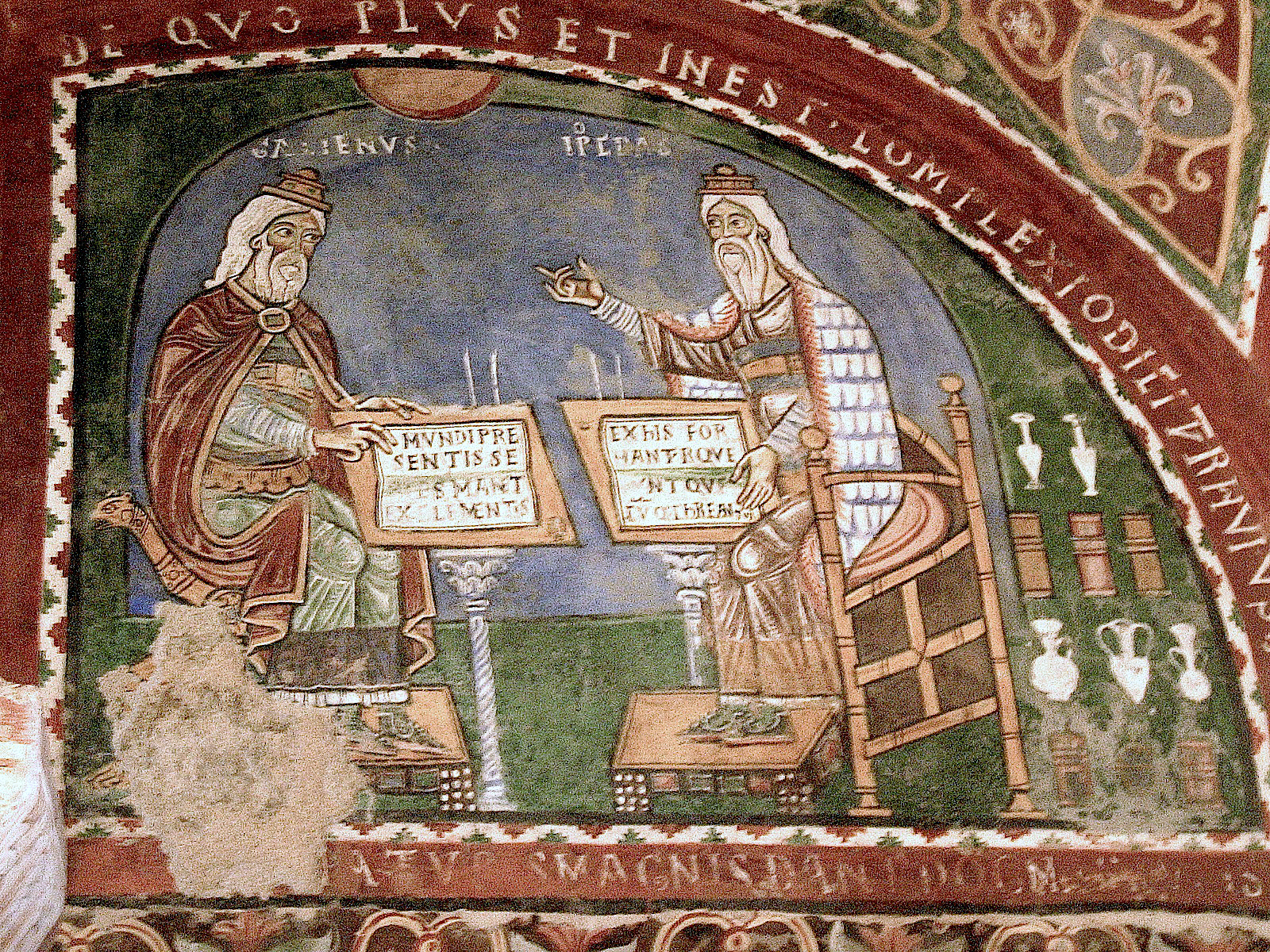
Фреска крипти